# What's Love Got to Do with It (álbum)
What's Love Got to Do with It es el álbum de la segunda banda sonora de la cantante estadounidense Tina Turner, editado en 1993 por Capitol para la película autobiográfica What's Love Got to Do with It.

## Antecedentes
Turner volvió a grabar muchas de sus canciones desde el período "Ike y Tina Turner" en este álbum, incluyendo su primer sencillo "A Fool In Love". 
Tres nuevas canciones también se incluyeron, "I Don't Wanna Fight" que alcanzó el puesto número 9 en los EE. UU. y el 7 Reino Unido El álbum también incluye la versión de The Trammps "Disco Inferno", una canción que ella había cantado con frecuencia en sus conciertos en los setenta, pero nunca fue grabado previamente en el estudio. Dos temas de su álbum en solitario Private Dancer se incluyen. El álbum alcanzó el número 1 en el UK Top 75 y fue certificado platino en muchos países, incluyendo los EE. UU., el Reino Unido y Alemania.
La versión de EE. UU. del álbum omite dos canciones, "Shake a Tail Feather" y "Tina Wish".

## Lista de canciones
| #  | Título | Duración |
| -- | --- | -------- |
| 1  | "I Don't Wanna Fight" Compositor(es): Lulu, Billy Lawrie, Steve DuBerry                                     | 6:06     |
| 2  | "Rock Me Baby" (1993 versión) Compositor(es): Riley King, Joe Josea                                         | 3:57     |
| 3  | "Disco Inferno" Compositor(es): Leroy Green, Ron Kersey                                                     | 4:03     |
| 4  | "Why Must We Wait Until Tonight" Compositor(es): Bryan Adams, Robert John Lange                             | 5:53     |
| 5  | "Stay Awhile" Compositor(es): Terry Britten, Graham Lyle                                                    | 4:50     |
| 6  | "Nutbush City Limits" (1993 versión) Compositor(es): Tina Turner                                            | 3:19     |
| 7  | "(Darlin') You Know I Love You" Compositor(es): King, Jules Taub                                            | 4:27     |
| 8  | "Proud Mary" (1993 versión) Compositor(es): John Fogerty                                                    | 5:25     |
| 9  | "A Fool in Love" (1993 versión) Compositor(es): Ike Turner                                                  | 4:03     |
| 10 | "It's Gonna Work Out Fine" (1993 versión) Compositor(es): Sylvia McKinney, Rose McCoy                       | 2:49     |
| 11 | "Shake a Tail Feather" (1993 versión) Compositor(es): Verlie Rice, Otis Hayes, Andre Williams               | 2:32     |
| 12 | "I Might Have Been Queen" (1993 versión) Compositor(es): Jeanette Obstoj, Rupert Hine, Jamie West-Oram      | 4:20     |
| 13 | "What's Love Got to Do With It" (del álbum Provate Dancer, 1984) Compositor(es): Terry Britten, Graham Lyle | 3:49     |
| 14 | "Tina's Wish" (1993 versión) Compositor(es): Tina Turner, Ike Turner                                        | 3:08     |

## Posicionamiento
| Listas (1993)             | Posición |
| ------------------------- | -------- |
| Dutch Albums Chart        | 1        |
| UK Albums Chart           | 1        |
| Swiss Albums Chart        | 5        |
| Austrian Albums Chart     | 6        |
| New Zealand Albums Chart  | 6        |
| Norweigen Albums Chart    | 6        |
| French Albums Chart       | 21       |
| German Albums Chart       | 8        |
| US R&B Albums Chart       | 8        |
| Canadian Albums Chart     | 10       |
| US Billboard Albums Chart | 17       |
| Swedish Albums Chart      | 22       |
| Australian Albums Chart   | 30       |